# Nasher Museum of Art
Le Nasher Museum of Art (« musée d'art Nasher ») est un musée d'art américain situé dans l'université Duke à Durham, dans l'État de Caroline du Nord aux États-Unis.
Le musée, nommé d'après le philanthrope Raymond Nasher, est conçu par l'architecte Rafael Viñoly et a ouvert ses portes le 2 octobre 2005.
La fréquentation annuelle est d'environ 100 000 visiteurs.